# Batalha de Mars-la-Tour

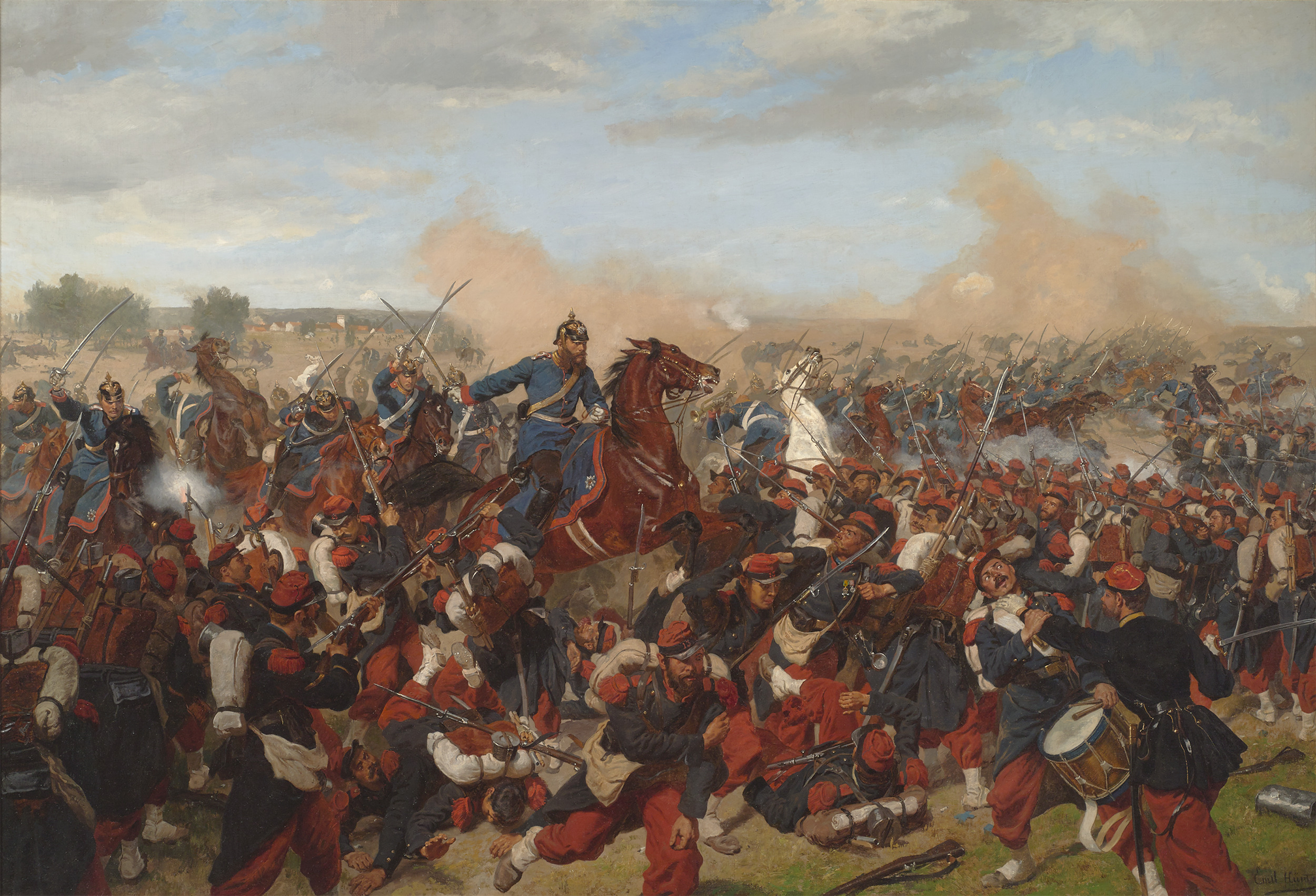
Batalha de Mars-La-Tour, 16 de agosto de 1870 por Emil Hünten. Por volta de 1870

A Batalha de Mars-la-Tour (também conhecida como Batalha de Vionville ou Batalha de Rezonville) foi travada em 16 de agosto de 1870, durante a Guerra Franco-Prussiana, perto da vila de Mars-La-Tour, no nordeste da França. Um corpo prussiano, reforçado por mais dois no final do dia, encontrou todo o Exército Francês do Reno em um encontro e, surpreendentemente, forçou o Exército do Reno a recuar em direção à fortaleza de Metz.
Uma patrulha de cavalaria do 1º Esquadrão do 1º Regimento de Dragões de Hanoveriano nº 9, liderado por Rittmeister Oskar von Blumenthal, descobriu que o Exército do Reno de 160 000 homens do marechal François Bazaine estava tentando escapar de Metz para se juntar às forças francesas em Verdun. Esta inteligência levou o general Príncipe Friedrich Karl , comandante do Segundo Exército Prussiano, a ordenar em 19h00 em 15 de agosto um grupo de 30 000 homens em número grosseiramente inferior do avançado III Corpo sob o comando do general Constantin von Alvensleben para cortar a linha francesa de retiro em Mars-la-Tour e Vionville.
Às 09h00 de 16 de agosto, eles enfrentaram o exército francês perto de Vionville, a leste de Mars-la-Tour. O III Corpo de exército derrotou o 2º Corpo de Exército francês e capturou Vionville em 1130, bloqueando qualquer outra tentativa de fuga para o oeste. De 1200 a 1600, Alvensleben derrotou todas as tentativas de quatro corpos franceses de desalojar seu III Corpo. Movendo-se autonomamente em direção ao som da batalha, a chegada do X Corps sob o general Konstantin Bernhard von Voigts-Rhetz a oeste e a do IX Corps sob o general Albrecht Gustav von Manstein a leste, solidificou a posição alemã após 1600.
Em 16 de agosto, os franceses poderiam ter varrido a principal defesa prussiana e escapado. Alvensleben atacou a guarda avançada francesa, acreditando que era a retaguarda do Exército do Reno em retirada. Apesar de seu erro de julgamento, Alvensleben segurou quatro corpos franceses por sete horas. A agressividade e a habilidade dos prussianos prevaleceram sobre a grosseira indecisão de Bazaine. Impedidos de recuar, os franceses dentro de Metz não tiveram escolha a não ser lutar na Batalha de Gravelotte em 18 de agosto.